# Laugharne Castle
Laugharne Castle (walisisch: Castell Talacharn) ist eine Burgruine in Carmarthenshire in Wales. Die als Kulturdenkmal der Kategorie Grade I klassifizierte und als Scheduled Monument geschützte Ruine ist wegen ihrer Verbindung zu dem walisischen Dichter Dylan Thomas bekannt.

## Geschichte

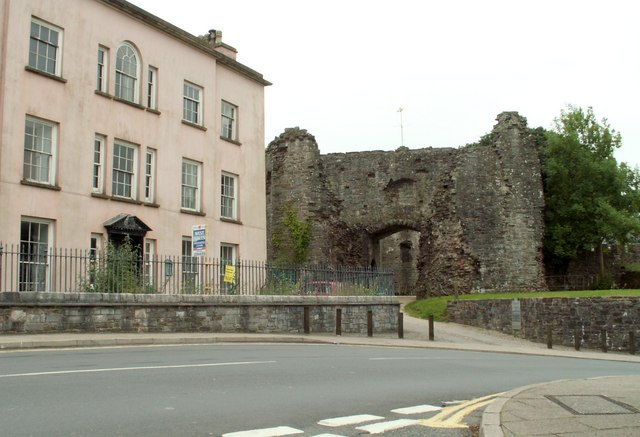
Die Ruine des äußeren Torhaus, links das im 18. Jahrhundert erbaute Castle House

Auf der niedrigen Anhöhe über der Mündung des River Tâf befand sich vermutlich bereits in der Römerzeit eine Befestigung. Um 1116 errichtete der anglonormannische Adlige Robert Courtemain einen kleinen Ringwall. Die Burg war ein Teil einer Reihe von Burgen zwischen Chepstow und Pembroke Castle, die die durch Südwales führende Hauptstraße schützen sollten. In der zweiten Hälfte des 12. Jahrhunderts wurde das Innere des Ringwalls teilweise verfüllt und im nördlichen Teil der Burg entstand eine steinerne rechteckige Halle. Auf seiner Rückreise von Irland traf sich König Heinrich II. 1172 in der Burg erneut mit dem walisischen Fürsten Lord Rhys, den er zum königlichen Justitiar von Südwales ernannt hatte. Lord Rhys betrachtete sich jedoch nur Heinrich persönlich verbunden, nach dessen Tod eroberte und zerstörte er 1189 die Burg. Die wieder aufgebaute Burg wurde während der Kriege gegen Ende der Herrschaft Johanns Ohneland 1215 von Truppen von Llywelyn ap Iorwerth erneut erobert. 1248 fiel die Burg an Guy de Brian, einen anglonormannischen Adligen, dessen Familie ursprünglich aus Brienne stammte. De Brian begann vermutlich mit dem Bau der steinernen Ringmauer. Nach der englischen Niederlage in der Schlacht von Cymerau 1257 wurde die Burg wie das benachbarte Llansteffan Castle von Truppen von Llywelyn ap Gruffydd 1257 erobert und zerstört. Dabei wurde de Brian gefangen genommen. Sein gleichnamiger Sohn baute die Burg als steinerne Festung weiter aus. Der siebte Guy de Brian, der die Burg 1349 geerbt hatte, ließ die Burg wohnlich ausbauen. Er starb 1390, ohne männliche Nachfahren zu hinterlassen. Seine Erben vernachlässigten die Burg, so dass sie teilweise verfiel. 1488 fiel die Burg an den Earl of Northumberland, 1535 fiel die Burg wieder an die Krone zurück. 
Elisabeth I. vergab die Burg 1575 an ihren Günstling John Perrot. Perrot, der auch seinen Hauptwohnsitz Carew Castle prächtig ausbauen ließ, baute die verfallene Burg zu einem wohnlichen Landsitz des elisabethanischen Zeitalters aus. Die Vorburg ließ er in einen ummauerten Garten umgestalten. Die Bauarbeiten waren noch nicht abgeschlossen, als er 1592 wegen Verrats verhaftet und im Tower of London inhaftiert wurde. Er starb im November 1592 noch vor seiner Verurteilung. Die Burg fiel nach seinem Tod wieder an die Krone und verfiel wieder. Während des englischen Bürgerkriegs wurde die Burg 1644 von Royalisten unter Charles Gerard erobert, doch nach der Niederlage von Marston Moor im Juli des Jahres zog sich Gerard nach England zurück und ließ nur eine schwache Besatzung zurück. Im Oktober 1644 erschien der aus Laugharne gebürtige Major General Rowland Laugharne mit 2000 Mann Parlamentstruppen und eroberte die Burg nach einwöchiger Belagerung. Anschließend ließ er die Befestigungen schleifen. 
Im 18. und frühen 19. Jahrhundert war die Burg zu einer romantischen Ruine verfallen. Unmittelbar nordöstlich des äußeren Tors wurde um 1730 Castle House, ein stattliches Wohnhaus im georgianischen Stil errichtet. 1798 fiel das Haus durch Heirat an Richard Isaac Starke, der das Haus umbauen und auf dem Gelände der angrenzenden ehemaligen Vorburg einen formalen Garten angelegen ließ. Auf der Ruine eines Turms der Vorburg entstand um 1830 ein kleines Sommerhaus. Castle House blieb im Besitz der Familie Starke, nur zwischen 1934 und 1947 war es an den Autor Richard Hughes vermietet. 1973 übergab die Besitzerin Anne Starke die Anlage dem Staat. Nach zwanzigjähriger Restaurierung und Ausgrabungen ist die Burg seit Juli 1996 wieder öffentlich zugänglich und wird heute von Cadw betreut. 

## Anlage

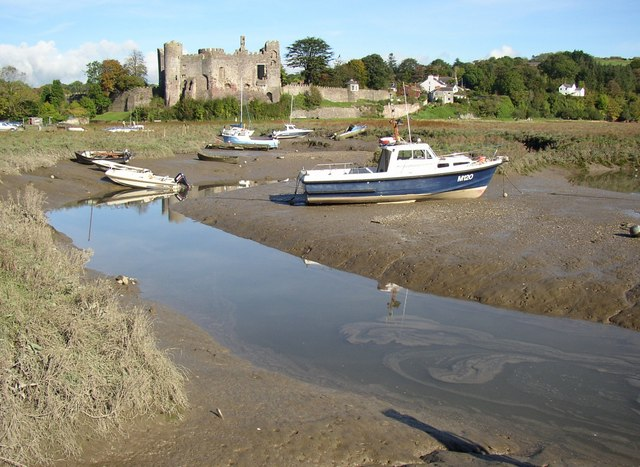
Die Burg von Südwesten. Auf der Mauer rechts der Kernburg ist das kleine, von Hughes und Dylan genutzte Sommerhaus erkennbar

Die Burg liegt inmitten der kleinen Stadt Laugharne, im Südosten grenzt sie an den Fluss Tâf. Ihren ursprünglichen Namen Abercorram erhielt sie nach dem kleinen River Coran, der an der Westmauer der Burg entlang fließt, bevor er in den Tâf mündet. 
Von den Erd- und Holzbefestigungen aus dem 12. Jahrhundert sind keine sichtbaren Reste erhalten. Der Zugang zur Burg erfolgt von Norden durch ein gegen Ende des 13. Jahrhunderts doppeltürmiges Torhaus in den äußeren Burghof. Neben dem Torhaus ist nur kleiner Rest der im späten 13. Jahrhundert errichten Ringmauer der Vorburg erhalten, ansonsten ist die fünfeckige Vorburg von einer auf den alten Mauern errichteten Gartenmauer aus dem 18. Jahrhundert umgeben. Der in der Vorburg angelegte Garten wurde in den 1990er Jahren im Zustand des frühen 19. Jahrhunderts mit Kieswegen, Rosenbeeten und geschnittenen Hecken wiederhergestellt. Auf der östlichen Mauer befindet sich das kleine Sommerhaus, das Hughes und Thomas als Arbeitszimmer diente. Das eingeschossige Gebäude mit einem kegelförmigen Schieferdach wurde auf den Resten eines Rundturms erbaut und besitzt zur Flussseite eine großzügige Fensterfront.
Der Zugang zur früher von einer Ringmauer und einem eigenen Graben umschlossenen Kernburg erfolgt durch ein stattliches Torhaus aus dem 16. Jahrhundert an der Westseite. Der repräsentative Bau ersetzte das einfache mittelalterliche Torhaus. An der Nordseite des Burghofs befinden sich zwei Rundtürme aus dem 13. Jahrhundert, die damit die ältesten erhaltenen Bauten der Burg sind. Der an das Torhaus angrenzende vierstöckige nordwestliche Turm besitzt steinerne Gewölbe und diente als Keep. Seine wohnliche Ausstattung war jedoch mit nur einer Feuerstelle und ohne Latrinen sehr einfach. Der nordöstliche Turm besaß drei Stockwerke und ist teilweise eingestürzt. Ein weiterer, kleiner Rundturm aus dem späten 13. Jahrhundert befindet sich an der südwestlichen Ecke der Kernburg. Im 14. Jahrhundert wurde die südwestliche Ringmauer und der Turm ausgebaut und erhöht. Die später aufgesetzten grünlichen Steine heben sich klar erkennbar von dem bisher verwendeten roten Sandstein ab. Während die Kernburg von außen noch das Bild einer wehrhaften mittelalterlichen Burg vermittelt, überwiegen im Burghof die Ruinen der Wohngebäude aus dem 16. Jahrhundert. Zwischen den beiden Rundtürmen im Norden ließ John Perrot im 16. Jahrhundert die Ringmauer abreißen und stattdessen einen großen rechteckigen Wohnbau errichten. Der Wohnbau besitzt einen nach außen gelegenen halbrunden Treppenturm. Die Mauern und die Gebäude aus dem 16. Jahrhundert an der Ostseite der Burg wurden während des Bürgerkriegs geschleift. Von der ursprünglich im 14. Jahrhundert erbauten und im 16. Jahrhundert erweiterten Halle an der Südmauer sind nur die Fundamente erhalten. 

## Sonstiges
Die Ruine diente Turner als Motiv für sein Gemälde Laugharne Castle during a storm. Richard Hughes nutzte das Sommerhaus als Arbeitszimmer, hier entstand sein Roman In Hazard. Ab 1938 erlaubte er auch seinem Freund Dylan Thomas die Nutzung des Sommerhauses. Von 1949 bis zu seinem Tod 1953 wohnte Dylan Thomas mit seiner Familie in einem umgebauten Bootshaus unweit der Ruine, die er in mehreren seiner Gedichte beschrieb. 